# São Clemente de Basto
São Clemente de Basto es una freguesia portuguesa del concelho de Celorico de Basto, con 15,43 km² de superficie y 1.587 habitantes (2001). Su densidad de población es de 102,9 hab/km².